# كفر عوض الله حجازي
قرية كفر عوض الله حجازي هي إحدى القرى التابعة لمركز الزقازيق في محافظة الشرقية في جمهورية مصر العربية. حسب إحصاءات سنة 2006، بلغ إجمالي السكان في كفر عوض الله حجازي 2766 نسمة، منهم 1424 رجل و1342 امرأة.